# Hawley (Massachusetts)
Pour les articles homonymes, voir Hawley.

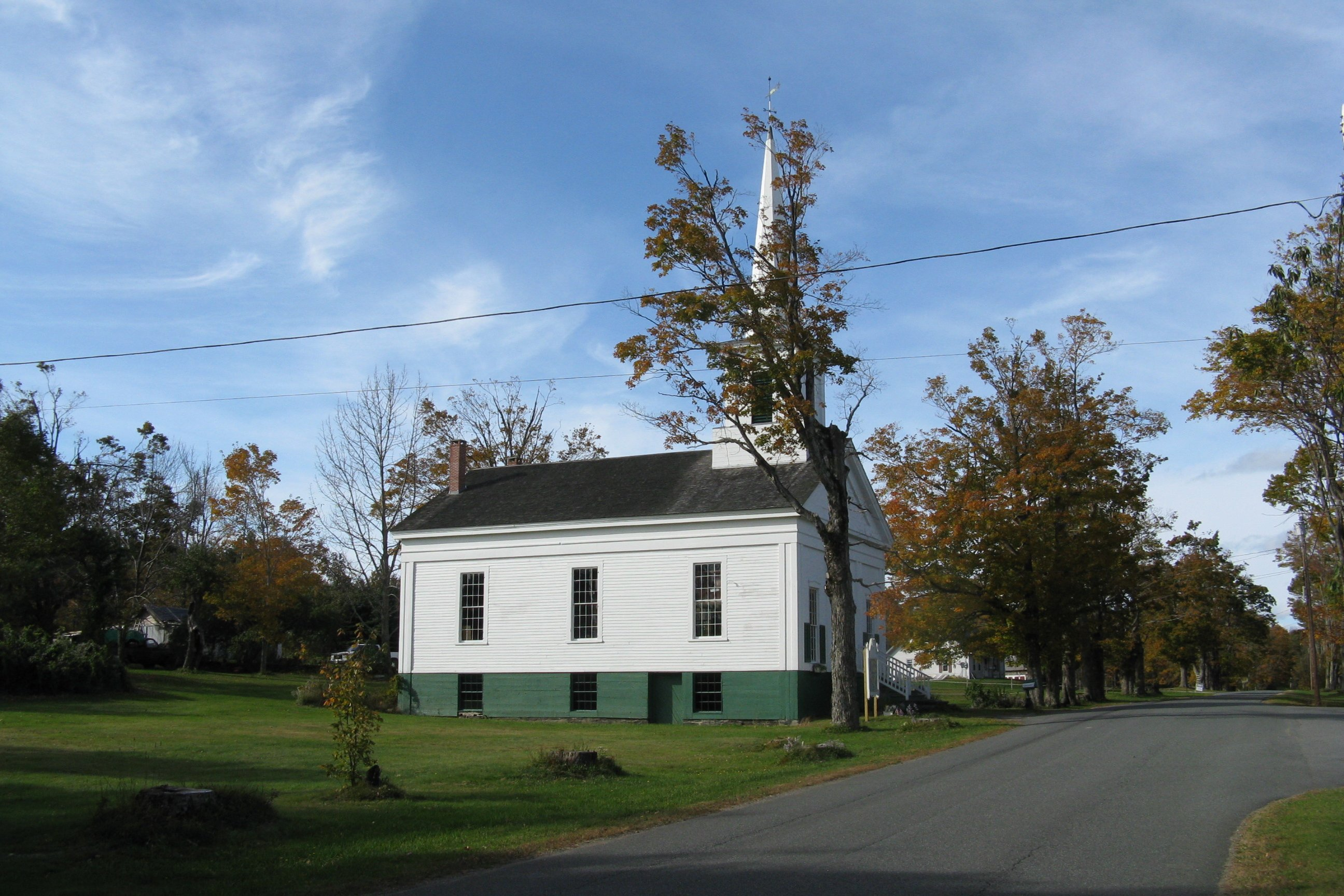

Hawley est une ville du comté de Franklin dans le Massachusetts. La ville compte 323 habitants au recensement de 2020.

## Géographie
Selon le Bureau du recensement des États-Unis, la ville a une superficie totale de 80 km2, dont 80 km2 de terre et 0,10 km2 d'eau . La ville est située à l'angle sud-ouest du comté de Franklin, avec le comté de Hampshire au sud et le comté de Berkshire à l'ouest. La ville est bordée par Charlemont au nord, Buckland à l'est, Ashfield au sud-est, Plainfield au sud et Savoy à l'ouest. Hawley est située à 35 km à l'ouest de Greenfield, à 72 km au nord-nord-ouest de Springfield et à 180 km à l'ouest-nord-ouest de Boston.

## Histoire
Hawley a été colonisé pour la première fois en 1760, sous le nom de Plantation Number 7, par un groupe d'habitants de Hatfield. La ville a été appelée « Hatfield Reserve » jusqu'à ce qu'elle soit officiellement constituée en 1792. La ville a été nommée en l'honneur de Joseph Hawley de Northampton, un leader local de la révolution américaine.

## Économie
Les principales industries de Hawley étaient la sylviculture et les loisirs. À l'origine, la ville comprenait les terres de sa voisine, Plainfield, qui s'est séparée au début du XIXe siècle.
La ville a peu d'industries. Il reste quelques fermes, artisans et petites entreprises, mais la plupart des habitants font la navette depuis la ville, travaillent à domicile ou travaillent pour des municipalités. La ville n'a pas de stations-service, de magasins de proximité ou de magasins d'alcool. Hawley n'a pas de service de police, mais dispose d'un service de pompiers.